# Sindrome di ruminazione
La sindrome di ruminazione è un disturbo sottodiagnosticato cronico di motilità caratterizzato dal rigurgito senza sforzo della maggior parte dei pasti consumati a causa dell'involontaria contrazione dei muscoli attorno l'addome. Non vi sono sintomi quali conati di vomito, nausea, bruciori di stomaco, odore, o dolori addominali associati al rigurgito, come invece tipicamente accade nei casi di vomito. Nel passato il disturbo sembrava riguardare soltanto neonati, bambini e persone con disabilità cognitive (la frequenza del disturbo raggiunge picchi del 10% nei pazienti ricoverati con diversi tipi di disabilità mentali). Attualmente tuttavia il disturbo viene diagnosticato in un numero crescente di altrimenti sani adulti e adolescenti, sebbene vi sia una carenza generale di conoscenza del problema da parte di medici, pazienti e popolazione in generale.
La sindrome di ruminazione si presenta essa stessa in modi differenti, con una spiccata differenza di sintomi tra un adulto mentalmente sano e un neonato oppure una persona con disabilità mentali. Come altri disturbi gastrointestinali, la sindrome di ruminazione può peggiorare le condizioni di vita di chi ne è affetto e comprometterne la vita sociale individuale. È stata collegata all'insorgenza della depressione.
Vi sono pochi dati al riguardo agli individui altrimenti sani affetti dalla sindrome di ruminazione, poiché la maggioranza degli individui affetti non rivela la propria condizione e spesso vi sono casi di diagnosi errate a causa della sintomatologia simile a quella di altri disturbi di stomaco ed esofago, quali gastroparesi e bulimia nervosa. Questi sintomi includono l'erosione indotta dagli acidi dell'esofago e dello smalto, alitosi, malnutrizione, grave perdita di peso ed un appetito inestinguibile. L'individuo affetto dalla sindrome può avere un rigurgito entro un minuto a seguito dell'ingestione e questo ciclo ingestione-rigurgito può essere scambiato per un sintomo di bulimia.
La diagnosi della sindrome non è invasiva e si basa sull'anamnesi del paziente. Il trattamento ha buone possibilità di riuscita, con l'85% dei casi trattati che risponde positivamente, inclusi neonati e individui con disabilità mentale.

## Classificazione
La sindrome di ruminazione colpisce il funzionamento di stomaco ed esofago, ed è anche detta disturbo di funzionamento gastroduodenale. Nei pazienti con storia clinica di disturbi alimentari la sindrome di ruminazione è raggruppata tra gli altri disturbi alimentari quali la bulimia, che sono essi stessi definiti come disturbi mentali non psicotici. Negli adolescenti ed adulti sani, la sindrome di ruminazione è considerata un disturbo di motilità e non alimentare poiché i pazienti non hanno controllo sulla sua frequenza e non hanno altri disturbi alimentari registrati

## Segni e sintomi
Mentre il numero e la gravità dei sintomi varia in base all'individuo, il rigurgito ripetuto del cibo non digerito (noto come ruminazione) a seguito di un pasto è sempre presente. In alcuni individui, il rigurgito è scarso, avviene molto tempo dopo l'ingestione, può essere rimasticato e inghiottito. In altri casi, il rigurgito può essere bilioso e quasi immediato e deve essere espulso. Mentre alcuni soffrono i sintomi soltanto con alcuni pasti, la maggior parte degli affetti dalla sindrome hanno un rigurgito a seguito di ogni ingestione, sia essa un singolo morso che un grosso banchetto. Tuttavia, alcuni pazienti a lungo termine riescono a trovare cibi e bevande che non scatenano un rigurgito.
A differenza del tipico vomito, il rigurgito è spesso descritto come non faticoso e non forzato Occasionalmente si ha nausea a precedere il rigetto e il cibo non digerito manca del sapore amaro e dell'odore degli acidi dello stomaco e della bile.
I sintomi posso iniziare a manifestarsi in qualsiasi momento dall'ingestione del pasto fino a 120 minuti dopo. Comunque il range più frequente avviene dai 30 secondi ad un'ora al completamento del pasto. I sintomi tendono a cessare quando il cibo ruminato diviene acido.
Dolore addominale (38,1%), stitichezza (21.1%), nausea (17.0%), diarrea (8.2%), gonfiore (4,1%), e corrosione dello smalto dentale (3.4%) sono i sintomi più comuni nella vita quotidiana. I sintomi possono avvenire in ogni momento e non soltanto durante il rigurgito. Si osserva spesso una perdita di peso (42.2%) per una perdita media di 9.6 kilogrammi, ed è più frequente nei casi dove la sindrome non è diagnosticata per un lungo periodo tuttavia questa potrebbe essere considerata una naturale conseguenza dei problemi di alimentazione causati dalla sindrome stessa. La depressione è stata anche collegata alla sindrome, sebbene i suoi effetti su di essa siano ignoti.
Il rigurgito può causare erosione dello smalto dentale così come alitosi.

## Cause
Le cause della sindrome sono ad oggi sconosciute. Tuttavia gli studi hanno correlato ipotetiche cause e la storia clinica dei pazienti. Nei neonati e nelle persone con disabilità mentale è stata attribuita a stimolazioni eccessive o irrisorie da parte di parenti e accuditori, che causano nell'individuo una ricerca di autogratificazione e autostimolazione.
Viene anche attribuito ad episodi di malattia, stress nel passato recente e modifiche ai medicinali solitamente assunti.
In adulti e adolescenti, le cause teorizzate si racchiudono in indotte da abitudine ed indotte da traumi. Nelle indotte da abitudini rientrano i casi di bulimia nervosa e rigurgito intenzionale (ad esempio nel caso di maghi ed illusionisti), che sebbene inizialmente auto-indotte, formano un'abitudine subconscia che continua a manifestarsi senza il controllo del soggetto. Nei casi di trauma invece, gli individui descrivono un danno fisico o emotivo  (come chirurgia, problemi psicologici, decessi in famiglia, ecc.), che ha preceduto il sopravvenire della sindrome, talvolta di svariati mesi.

## Diagnosi
La sindrome è diagnosticata in base alla storia clinica del paziente. Analisi costose come la manometria gastroduodenale e test del Ph esofageo non sono necessarie e spesso causano diagnosi errate. In base agli episodi osservati, svariati criteri sono stati suggeriti come sintomi utili per la diagnosi. Il sintomo primario, il rigurgito del cibo recentemente ingerito, deve essere consistente e perdurare per almeno sei settimane degli ultimi dodici mesi. Il rigurgito deve avvenire entro 30 minuti dal completamento del pasto. I pazienti possono reinghiottire il rigurgito o espellerlo. I sintomi devono terminare entro 90 minuti o con l'acidificazione del contenuto rigurgitato. I sintomi non devono essere il risultato di un'ostruzione meccanica e non devono rispondere al classico trattamento per il reflusso gastroesofageo
Negli adulti la diagnosi è supportata dall'assenza di classici o strutturali disturbi dell'apparato gastrointestinale. Criteri di sostegno alla diagnosi includono un rigurgito che non ha sapore aspro o acido, inodore e prodotto senza sforzo, o al massimo preceduto da una sensazione d'eruttazione non preceduta da nausea o bruciore di stomaco.
Un paziente in media visita 5 medici differenti nell'arco di 2.75 anni prima di ricevere una diagnosi corretta di sindrome di ruminazione.

### Diagnosi differenziale
La sindrome di ruminazione negli adulti è un disturbo particolare i cui sintomi sono spesso confusi con quelli di altri disturbi e malattie gastroesofagee. Le diagnosi erronee prevalenti sono quelle di bulimia nervosa e gastroparesi.
Bulimia nervosa, tra gli adulti e soprattutto gli adolescenti, è di gran lunga la diagnosi errata più comune che i pazienti si sentono riferire quando soffrono di sindrome di ruminazione. Ciò è dovuto alle somiglianze nei sintomi ad un osservatore esterno, specie il "vomito" dopo l'assunzione di cibo, che, nei pazienti a lungo termine, può portare all'ingestione di abbondanti quantità di cibo per compensare la malnutrizione, e la mancanza di volontà di parlare del problema e dei suoi sintomi. Mentre è stato suggerito che ci sia un collegamento tra la ruminazione e la bulimia, a differenza della bulimia, la ruminazione non è auto-inflitta. Adulti e adolescenti con sindrome di ruminazione sono generalmente ben consapevoli del loro graduale aumento di malnutrizione, ma non sono in grado di controllare il rigurgito. Al contrario, coloro che soffrono di bulimia provocano il vomito intenzionalmente, e raramente re-ingeriscono il cibo
La gastroparesi è un'altra diagnosi errata comune. Proprio come nella sindrome di ruminazione, i pazienti con gastroparesi spesso rigettano il cibo dopo l'ingestione di un pasto ma diversamente dalla ruminazione, la gastroparesi provoca vomito (e non rigurgito) del cibo, che non viene digerito dallo stomaco. Questo vomito si verifica diverse ore dopo che un pasto viene ingerito, è preceduto da nausea e conati di vomito, e ha il sapore amaro o acido tipico di vomito.

## Fisiopatologia
La sindrome di ruminazione è un disturbo poco compreso e sono state formulate diverse ipotesi sulle cause che scatenano il rigurgito, sintomo peculiare di questo disturbo. Nessuna teoria ha ottenuto consenso unanime ma alcune sono più famose e pubblicizzate di altre.
Il meccanismo più accreditato è che l'ingestione di cibi causi distensione gastrica, seguita da compressione addominale e simultaneo rilassamento dello sfintere basso esofageo. Questo crea una cavità in comune tra lo stomaco e l'orofaringe che permette al cibo parzialmente digerito di tornare alla bocca. Ci sono molte spiegazioni proposte per questo improvviso rilassamento dello sfintere Tra di esse, una propone che il rilassamento sia volontario ed appreso spontaneamente tra coloro che soffrono o hanno sofferto di bulimia, sebbene la ruminazione resti un processo involontario. Un'altra spiegazione propone la causa nella pressione intra-addominale che renderebbe la compressione addominale il meccanismo principalmente responsabile. Il terzo è un adattamento del riflesso del rutto, che è il meccanismo più comunemente descritto. L'ingestione di aria immediatamente prima del rigurgito provoca l'attivazione del riflesso del rutto che innesca il rilassamento. I pazienti spesso descrivono una sensazione simile a l'insorgenza di un rutto prima della ruminazione.

## Trattamento e prognosi
Non v'è attualmente alcuna cura conosciuta per la ruminazione, inibitori e altri farmaci sono stati utilizzati con poco o nessun effetto. Il trattamento è diverso per i bambini e disabili mentali che per gli adulti e adolescenti di intelligenza normale. Per gli adulti e gli adolescenti, il biofeedback e le tecniche di rilassamento, praticate dopo aver mangiato o ogni volta che si verifica un rigurgito, ha dimostrato di essere più efficace. Tra i bambini e le persone con disabilità mentale, tecniche comportamentali hanno dimostrato di migliorare la situazione nella maggior parte dei casi . Le tecniche consistono nell'associare la ruminazione a risultati negativi e incentivare l'alimentazione corretta. Nei pazienti sani, dove la ruminazione non è intenzionale, si può contrastare tramite la respirazione diaframmatica. I pazienti, tra rassicurazioni, spiegazioni e consigli su come modificare le loro abitudini alimentari, ricevono istruzioni su come respirare con il diaframma prima e durante la ruminazione. Questo sistema può anche essere utilizzato per prevenire i comuni attacchi di vomito. Respirando in questo modo si impediscono fisicamente le contrazioni addominali necessarie per espellere il contenuto dello stomaco.
La terapia di supporto e la respirazione diaframmatica hanno dimostrato di causare un miglioramento nel 56% dei casi, e la cessazione totale dei sintomi in un ulteriore 30%, in uno studio su 54 pazienti adolescenti che sono stati seguiti fino a 10 mesi dopo il trattamento iniziale. I pazienti che seguono le indicazioni spesso avvertono un immediato miglioramento delle condizioni di salute. Coloro che hanno sofferto di bulimia o hanno una storia clinica di vomito indotto hanno minori possibilità di riuscita a causa del comportamento mantenuto nel tempo. Le tecniche non sono utilizzate con bambini in quanto richiedono capacità di concentrazione e precisione di sincronia. La maggior parte dei bambini e dei neonati risolve da sé il disturbo entro l'anno d'età o con terapia comportamentale.

## Epidemiologia
La sindrome di ruminazione inizialmente fu documentata nei neonati, nei bambini e nei disabili mentali. Successivamente è stata riconosciuta come un disturbo che colpisce maschi e femmine di ogni età ed altrimenti sani.
Tra le prime categorie, è descritta con quasi uguale prevalenza tra i neonati (6-10% della popolazione) e gli adulti ricoverati (8-10%). Nei neonati, tipicamente si presenta entro 3 - 12 mesi d'età.
La frequenza della sindrome nella popolazione generale non è stata calcolata Descritta talvolta come rara, in altri casi si preferisce definirla non come rara ma come scarsamente riconosciuta Il disturbo colpisce prevalentemente il genere femminile. L'età media di insorgenza è di 12.9 anni, con uno scarto di 0.4 anni (±), con un'insorgenza precoce nei maschi rispetto alle femmine (11.0 ± 0.8 anni per i maschi contro 13.8 ± 0.5 anni per le femmine).
Ci sono poche prove riguardanti un'origine ereditaria della sindrome. Tuttavia vi sono casi dove si riportano intere famiglie affette dalla sindrome di ruminazione.

## Storia
La sindrome di ruminazione fu documentata clinicamente dall'anatomista italiano Girolamo Fabrici d'Acquapendente nel 1618 che descrisse i sintomi di un suo paziente.
Tra i primi casi di sindrome di ruminazione vi fu quella di un medico nel XIX secolo, Charles Brown-Sequard, che ha acquisito la sindrome come il risultato di esperimenti su di sé. Per valutare e testare la risposta acido dello stomaco per i vari alimenti, il medico iniziò ad inghiottire spugne legate ad una stringa, rigurgitandole intenzionalmente ed analizzandone i contenuti. Come risultato di questi esperimenti, il medico alla fine iniziò a rigurgitare i suoi pasti abitualmente per riflesso.
Numerosi casi furono riportati da prima del ventesimo secolo, ma sono stati influenzati fortemente dai metodi e dal pensiero utilizzato in quel periodo. All'inizio del XX secolo, è stato sempre più evidente che la sindrome di ruminazione si è presentata in una varietà di modi in risposta ad una varietà di condizioni. Seppur ancora considerato un disturbo dell'infanzia e di chi era affetto da disabilità cognitiva in quel periodo, la differenza di presentazione tra i bambini e gli adulti era già ben demarcata.
Studi sulla ruminazione su adulti sani divennero sempre meno rari a partire dalla fine del 1900, ed iniziarono ad apparire le analisi sui soggetti mentalmente sani immediatamente a seguito. All'inizio la sindrome per gli adulti era considerata una condizione benigna, ora non è più così. Mentre la base di pazienti da esaminare è gradualmente aumentata dato che sempre più persone si fanno avanti con i loro sintomi, la conoscenza della sindrome da parte dalla comunità medica e dell'opinione pubblica è ancora limitata.

## Negli altri animali
La masticazione del bolo da parte di animali come mucche, capre e giraffe è considerato un comportamento normale. Questi animali sono conosciuti come ruminanti. Questo comportamento noto come ruminazione non ha a che vedere con la sindrome umana di ruminazione, ma è ordinario.Ruminazione involontaria, simile a quella umana è stata osservata nei gorilla e in altri primati.